# Tamara Tatham
Tamara Tanisha Tatham (East York, 19 agosto 1985) è un'ex cestista e allenatrice di pallacanestro canadese.
È la sorella di Alisha Tatham.

## Carriera
Con il Canada ha disputato due edizioni dei Giochi olimpici (Londra 2012, Rio de Janeiro 2016), due dei Campionati mondiali (2010, 2014) e cinque dei Campionati americani (2007, 2009, 2011, 2013, 2015).